# Carlos Droguett
Carlos Droguett (Santiago do Chile, 1912 — Berna, 1996) foi um romancista e contista chileno.

## Prêmios
Carlos Droguett ganhou o Prêmio Nacional de Literatura do Chile em 1970.